# Lijst van spelers van FC Nantes
Deze lijst omvat voetballers die bij de Franse voetbalclub FC Nantes spelen of gespeeld hebben. De spelers zijn alfabetisch gerangschikt.

## A
- Eugène Abautret
- Léon Abautret
- Djamel Abdoun
- Seth Adonkor
- Adriano Duarte
- Henrik Agerbeck
- Hassan Ahamada
- Delis Ahou
- Ernest Akouassaga
- Michel Albaladejo
- Michel Albertin
- Chaker Alhadhur
- Jérôme Alonzo
- Loïc Amisse
- Pierre-Yves André
- David Andréani
- Faneva Andriatsima
- Henri Aniol
- Philippe Anziani
- Pierre Aristouy
- Sylvain Armand
- Claude Arribas
- Jean-Hugues Ateba
- Joël Audiger
- Jean-Sylvestre Auniac
- William Ayache

## B
- Papa Malick Ba
- Stefan Babović
- Marc Bachortz
- Jean-Pierre Bade
- Mamadou Bagayoko
- Boubacar Balde
- Maurice Baloche
- Habib Bamogo
- Húgo Bargas
- Bruno Baronchelli
- Philippe Barot
- Kévin Barré
- Alain Barret
- Fabien Barthez
- Jean-Louis Bassi
- Toon Bauman
- Christian Bekamenga
- Tarik Bengelloun
- Omar Benzerga
- Mathieu Berson
- Paul Bersoullé
- Jean-Paul Bertrand-Demanes
- Vincent Bessat
- Michel Bibard
- Nenad Bjekovic
- Bernard Blanchet
- Ernest Bodini
- Thierry Bonalair
- Víctor Bonilla
- Alain Bonnat
- Olivier Bonnes
- Maxime Bossis
- Marc Boucher
- Fouad Bouguerra
- Sadek Boukhalfa
- Nourdin Boukhari
- Georges Bout
- Jean-Christophe Bouteiller
- Vincent Bracigliano
- Florin Bratu
- Gilbert Brécheteau
- Vincent Briant
- Stéphane Bruzzone
- Robert Budzynski
- Jorge Burruchaga
- Gérard Buscher
- Diego Bustos

## C
- Bocoundji Cá
- Julio César Cáceres
- Ibrahima Camara
- Aurélien Capoue
- Eddy Capron
- Lionel Carole
- Bruno Carotti
- Daniel Carpentier
- Jacques Carpentier
- Eric Carrière
- Dominique Casagrande
- André Castel
- Benoît Cauet
- Gabriel Caullery
- Joseph Cauwelier
- Alain Cavéglia
- Mauro Cetto
- Jean-Marc Chanelet
- Bruno Cheyrou
- Sofiane Choubani
- Thadée Cisowski
- Issa Cissokho
- Kemokho Cissokho
- Henri Coïc
- Dominique Collados
- Sergio Comba
- Jacques Contassot
- Roger Corbel
- Didier Couécou
- Mathias Coureur
- Jean-Marie Couronné
- Paul Courtin
- René Crépin
- Eric Cubilier
- Hugo Curioni

## D
- Frédéric Da Rocha
- Stéphane Dakowski
- Maurice Dalé
- Wilfried Dalmat
- Stéphane Darbion
- Jean-Claude Darcheville
- Kevin Das Neves
- David de Freitas
- Gabriel De Michéle
- Serges Deblé
- Eric Decroix
- Pascal Delhommeau
- Raynald Denoueix
- Michel Der Zakarian
- Yves Deroff
- Marcel Desailly
- Didier Deschamps
- Jean Desgranges
- Charles Devineau
- Mamadou Diallo
- Mohamed Diallo
- Miloš Dimitrijević
- Khassimirou Diop
- Yéro Diop
- Eric Djemba-Djemba
- Koffi Djidji
- El Hadji Djilobodji
- Thomas Dossevi
- Douglão
- Stephen Drouin
- Maxime Dupe
- Filip Đorđević

## E
- Issam El Adoua
- Karim El Mourabet
- Georges Eo
- Daniel Éon
- Vincent Esteve
- Jean-Jacques Eydelie

## F
- Néstor Fabbri
- Emerse Faé
- Ricardo Faty
- Samuel Fenillat
- Jean-Michel Ferri
- Krzysztof Frankowski

## G
- Roger Gabet
- Robert Gadocha
- Serge Gakpé
- Patrice Garande
- Jean-Louis Garcia
- David Garcion
- Bernard Gardon
- Gaetano Giallanza
- Nicolas Gillet
- Luigi Glombard
- Philippe Gondet
- John Gope-Fenepej
- Jocelyn Gourvennec
- Nicolas Goussé
- Xavier Gravelaine
- Michael Gravgaard
- Pierre Grillet
- Willy Grondin
- Loïc Guillon
- Laurent Guyot

## H
- Erich Habitzl
- Fodil Hadjadj
- Vahid Halilhodžić
- Sofiane Hanni
- Marek Heinz
- Tony Heurtebis

## J
- Dragan Jakovljevic
- Florian Jarjat
- Mo Johnston

## K
- Luboš Kamenar
- Christian Karembeu
- Djaïd Kasri
- Ismael Keita
- Claudiu Keseru
- Ivan Klasnić
- Antoine Kombouaré
- Roman Kosecki
- Vladimir Kovačević
- Grzegorz Krychowiak

## L
- Mickaël Landreau
- Steen Rømer Larsen
- Nicolas Laspalles
- Gilbert Le Chenadec
- Serge Le Dizet
- Paul Le Guen
- Christophe Le Roux
- Yvon Le Roux
- Yong-Jae Lee
- Kévin Lejeune
- Roger Lemerre
- David Leray
- Mehdi Leroy
- Stéphane Lievre
- Jean-Louis Lima
- Patrice Loko
- Grégory Lorenzi
- Eric Loussouarn
- Claude Lowitz
- Aristote Lusinga

## M
- Erich Maas
- Sébastien Macé
- Claude Makélélé
- Ariza Makukula
- Jean-Jacques Mandrichi
- Christophe Maraninchi
- Ángel Marcos
- Rémi Maréval
- Jean Markiewicz
- David Marraud
- Jonathan Martins
- Javier Mazzoni
- Ernst Melchior
- Soilhyo Mété
- Imed Mhadhebi
- Allan Michaelsen
- Henri Michel
- Viorel Moldovan
- Philippe Montanier
- Olivier Monterrubio
- Guillaume Moullec
- Samuel Moutoussamy
- Johnny Mølby
- Oscar Muller
- Ramon Muller

## N
- Guirane N'Daw
- Samba N'Diaye
- Tenema N'Diaye
- Japhet N'Doram
- Guy N'dy Assembé
- Shiva Star N'Zigou
- Nourredine Naybet
- Loic Nego
- Granddi Ngoyi
- Frédéric Nimani
- Guillaume Norbert
- Aimé Nuic

## O
- Julio Olarticoechea
- Salomon Olembé
- Dennis Oliech
- Jean-Claude Osman
- Quentin Othon
- Nicolas Ouédec

## P
- Loïc Pailleres
- Fabrice Pancrate
- Sébastien Pauvert
- Dimitri Payet
- Eric Pécout
- Reynald Pedros
- Laurent Peyrelade
- Luigi Pieroni
- Jean-Jacques Pierre
- Christophe Pignol
- Sébastien Piocelle
- Yohann Poulard
- Fabrice Poullain
- Joël Prou
- Grégory Pujol

## Q
- Olivier Quint

## R
- Perica Radic
- Gilles Rampillion
- Florian Raspentino
- Franck Renou
- Patrice Rio
- Rudy Riou
- Guillaume Rippert
- Claude Robin
- Yvon-Samuel Robinet
- Sylvio Rodelin
- Julio Hernán Rossi
- Goran Rubil

## S
- Omar Sahnoun
- Alioum Saidou
- Emiliano Sala
- Massamba Sambou
- Vincent Sasso
- Nicolas Savinaud
- Stevan Sekereš
- Youssef Sekour
- Adel Sellimi
- Harlington Shereni
- Samson Siasia
- Robert Siatka
- Antoine Sibierski
- Franck Signorino
- Mário Silva
- Jacky Simon
- Pierre Sinibaldi
- Denis Stinat
- Vladimir Stojković
- André Strappe
- Jean-Claude Suaudeau
- Patrick Suffo

## T
- Ibrahima Tall
- Mickäel Tavares
- Alexis Thébaux
- Steven Thicot
- Olivier Thomas
- Philippe Thys
- Damian Tixier
- Jérémy Toulalan
- Alioune Touré
- Bassidiki Toure
- José Touré
- Adrien Trebel
- Yves Triantafilos
- Enzo Trossero
- Oscar Trossero
- Thierry Tusseau

## V
- Marama Vahirua
- William Vainqueur
- Georges Van Straelen
- Olivier Veigneau
- Frank Vercauteren
- Jordan Veretout
- Alexander Viveros
- Matheus Vivian
- Zoran Vulić

## W
- Christian Wilhelmsson
- Sylvain Wiltord

## Y
- Gilles Yapi-Yapo
- Mario Yepes
- Thiemo Youm

## Z
- Jaouad Zairi
- Erwin Zelazny
- Moncef Zerka
- Stéphane Ziani